# Air Guyane Express
Air Guyane Express fue una aerolínea con sede en Matoury (Cayena metropolitana), Guayana Francesa, Francia. Operó vuelos regionales programados a varios destinos domésticos. Su base principal era el aeropuerto de Cayena-Rochambeau.

## Historia
Air Guyane Express se hizo cargo de las operaciones de la antigua Air Guyane en 2002. Air Guyane Express opera servicios regionales programados desde su base en el aeropuerto de Cayenne-Rochambeau. La aerolínea forma parte del grupo «Compagnie Aérienne Inter Régionale Express» (CAIRE).
Air Guyane Express entró en liquidación forzosa en agosto de 2023. El Tribunal Comercial Mixto de Pointe-à-Pitre de Guadalupe aceptó la adquisición parcial de la Compagnie Aérienne Interrégionale Express (CAIRE), propietaria de Air Antilles Express y Air Guyane Express, por parte de CIPIM, filial de Edeis. Air Antilles seguirá funcionando, mientras que Air Guyane Express será liquidada.

## Antiguos destinos
| Departamento              | Destinos              | Aeropuertos                           |
| ------------------------- | --------------------- | ------------------------------------- |
| Guayana Francesa, Francia | Camopi                | Aeropuerto de Camopi                  |
| Guayana Francesa, Francia | Cayena                | Aeropuerto de Cayena-Rochambeau (HUB) |
| Guayana Francesa, Francia | Grand-Santi           | Aeropuerto de Grand-Santi             |
| Guayana Francesa, Francia | Maripasoula           | Aeropuerto de Maripasoula             |
| Guayana Francesa, Francia | San Lorenzo de Maroni | Aeropuerto de Saint-Laurent-du-Maroni |
| Guayana Francesa, Francia | Saül                  | Aeropuerto de Saül                    |

## Flota histórica
| Aeronaves                            | Total | Introducido | Retirado | Matrículas                            |
| ------------------------------------ | ----- | ----------- | -------- | ------------------------------------- |
| ATR 42                               | 3     | 2002        | 2011     | F-GHPS, F-OIJJ y F-OIJB               |
| Britten-Norman Islander              | 1     | 2002        | 2003     | F-OGXA                                |
| De Havilland Canadá DHC-6 Twin Otter | 3     | 2002        | 2009     | HB-LSU (rrg. F-OIJI), F-OIJL y F-OGJV |
| De Havilland Canadá Dash 7           | 1     | 2002        | 2002     | C-GGXS                                |
| LET L-410 Turbolet                   | 3     | 2011        | 2023     | F-OIXG, F-OIXI y F-OIXT               |
| Reims-Cessna F406                    | 1     | 2002        | ¿2004?   | F-OGOG                                |